# مكفلاي
ماكفلاي (بالإنجليزية: McFly)‏ فرقة بوب روك/بوب بانك بريطانية اشتهرت عام 2004. تتكون الفرقة من كل من توم فليتشر، داني جونز، دوجي بوينتر، وهاري جود.
حل ألبوم ماكفلاي الأول روم أون ذا ثيرد فلور (Room on the 3rd Floor) في المركز الأول في المملكة المتحدة وحاز على جائزتي بلاتينيوم، وبذا صنفت الفرقة كأصغر فرقة بريطانية تحقق هذا الإنجاز. ألبوم الفرقة الثاني ووندرلاند (Wonderland) حل أيضًا في المركز الأول في المملكة المتحدة، وصدر في عام 2005. ألبومهم الثالث، موشن إن ذا أوشين (Motion in the Ocean) صدر في السادس من نوفمبر عام 2007، وحل في المركز الرابع في المملكة المتحدة. رابع ألبوم استوديو للفرقة، ريديو: آكتيف (Radio: Active)، صدر مجانًا كملحق لصحيفة The Mail on Sunday في 20 يوليو 2008، قبل صدوره رسميًا في 22 سبتمبر 2008.
وحتى نوفمبر 2010، كان لماكفلاي 20 أغنية متتالية حلت في قائمة العشرين الأوائل كأغاني منفردة، 7 منها حلت في المركز الأول في قائمة الأغاني المنفردة في المملكة المتحدة و15 منها حلت في أحد المراكز العشرة الأولى.
ظهر ماكفلاي في الفيلم الكوميدي Just My Luck، من بطولة ليندزي لوهان وكريس باين، عام 2006.

## روابط خارجية
- مكفلاي على موقع IMDb (الإنجليزية)
- مكفلاي على موقع ميوزك برينز (الإنجليزية)
- مكفلاي على موقع أول ميوزيك (الإنجليزية)
- مكفلاي على موقع ديسكوغز (الإنجليزية)